# Виксбург (Мичиген)
Виксбург (енгл. Vicksburg) град је у америчкој савезној држави Мичиген.

## Демографија
По попису из 2010. године број становника је 2.906, што је 586 (25,3%) становника више него 2000. године.
| Група             | 2000.         | 2010.         |
| Белци             | 2.210 (95,3%) | 2.721 (93,6%) |
| Афроамериканци    | 8 (0,3%)      | 16 (0,6%)     |
| Азијати           | 19 (0,8%)     | 17 (0,6%)     |
| Хиспаноамериканци | 38 (1,6%)     | 93 (3,2%)     |
| Укупно            | 2.320         | 2.906         |